# Roger Danuarta
Roger Danuarta (Yakarta, 20 de mayo de 1982) es un actor, cantante y modelo Indonesia. Roger Danuarta es hijo mayor del famoso estilista Johnny Danuarta.
Se hizo conocer en la telenovela "Cinta Berkalang Noda" como su primera participación en la televisión. Después de haberse presentado a un 'casting' para dicha telenovela. Incluso Jhonny inscribió a su hijo a varias agencias de modelajes y productoras. Estudió canto en la Escuela Chossy Pratama.
Ha trabajado en varias telenovelas como  "Siapa Takut Jatuh Cinta", "Amanda", "Yang Muda Yang Bercinta", "Cewekku Jutek", "Anakku Bukan Anakku", "Ada Apa Denganmu" (junto con Alyssa y Dude Harlino), "se limita a Dream" (con Asty Ananta), (con Alyssa Soebandono y Dude Harlino), "Sebatas Impian" (con Asty Ananta), "Preman Kampus" (con Mieke Wijaya, Frans Tumbuan, Niken Octa Erwin Cortez, Zack Lee), "Cinta Dalam Maut" (con Maya Septha, Andi Otniel, Dananjaya, Daud Radex) y "Galang". "Pengorbanan Anggun" (con Marissa Christina dan Hikmal Abrar Prod (Genta Buana Paramita).